# ديلم أباد
ديلم‌ أباد هي قرية في مقاطعة خلخال، إيران. يقدر عدد سكانها بـ 169 نسمة بحسب إحصاء 2016.